# Stanley Mills

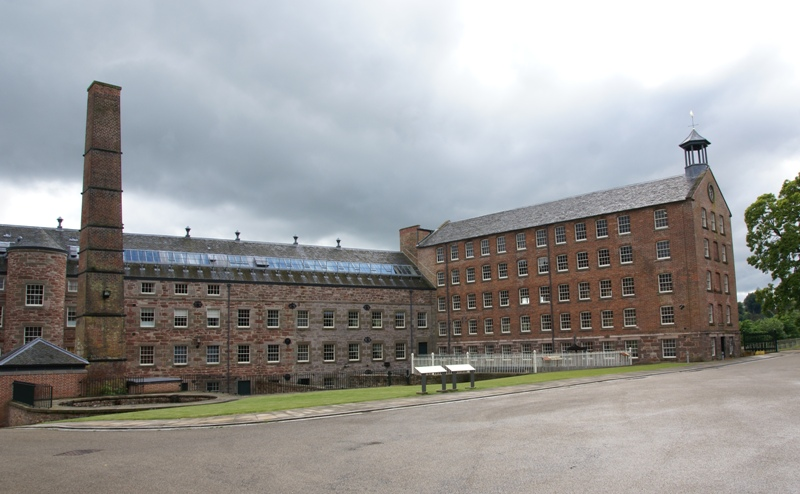
Stanley Mills: in het midden Mid Mill en rechts de Bell Mill. Links staat de schoorsteen van de gaswerken.

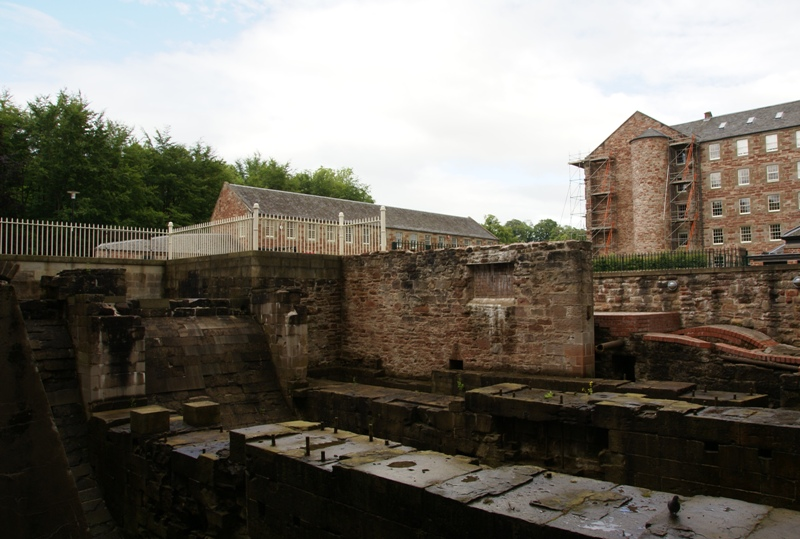
Stanley Mills: in de Wheel Pits waren oorspronkelijk waterraderen aangebracht.

Stanley Mills is een van oorsprong achttiende-eeuws industriecomplex van door water aangedreven katoenspinnerijen, gelegen in Stanley in de Schotse regio Perth and Kinross.

## Geschiedenis

### Achttiende eeuw
In de late achttiende eeuw werd ruwe katoen ingevoerd in Schotland onder andere uit India, West-Indië, Zuid-Amerika en uit de zuidelijke staten van de Verenigde Staten. Het omwerken van het ruwe katoen naar katoen bruikbaar voor de textielindustrie vereiste vooral veel schoon water.
In 1785 kwam de landeigenaar John Murray, vierde hertog van Atholl, met het plan om een katoenspinnerij op te zetten in Stanley, aan de oever van de Tay. Zeven partners richtten de Stanley Company op en legden elk 1000 pond in. De partners waren Richard Arkwright, die al een katoenspinnerij bezat in Cromford, de parlementariër George Dempster, William Sandeman, eigenaar van een aantal textielblekerijen, landeigenaar Robert Graham en drie kooplui uit Perth, waaronder Andrew Keay, die manager werd van de fabriek in Stanley. Arkwright trok zich terug uit het bedrijf in 1787. In 1795 werkten er 350 mensen voor Stanley Mills, waaronder 300 vrouwen en kinderen onder de zestien jaar.

### Begin negentiende eeuw
De onderneming van Stanley Mills was succesvol, maar moest uiteindelijk sluiten in 1799 door de economische effecten van de napoleontische oorlogen en door een brand in de East Mill (de Oostmolen). In 1801 kocht James Craig, een fabrikant uit Glasgow, de fabriek voor 4600 pond. Craig had ondersteuning van David Dale, stichter van de New Lanark-molens. Zijn schoonzoon Robert Owen kreeg de leiding over Stanley Mills. De fabrieken maakten echter geen winst en werden gesloten in 1813 met meer dan 40.000 pond aan schulden.
In 1823 werd Stanley Mills heropend door George Buchanan van Buchanan & Co. uit Glasgow. Het fabrieksterrein werd onder andere uitgebreid met een nieuw kanaal, de East Mill werd vergroot en de Mid Mill (Middelste Molen) werd gebouwd. In 1831 had Stanley 2000 inwoners waarvan bijna de helft werkte in de fabrieken. In 1833 werkten er 885 mensen voor Stanley Mills, waaronder 540 vrouwen. Er waren 497 werkers jonger dan achttien jaar.
In 1848 werd Stanley Mills aangesloten op het spoornetwerk waardoor het ruwe katoen uit Glasgow kon worden aangevoerd in slechts een halve dag in plaats van in tien dagen.

### Vanaf 1850
In 1852 kocht Samuel Howard Stanley Mills. Tijdens de Cotton Famine (katoenshongersnood), veroorzaakt door de Amerikaanse Burgeroorlog (1861-1865), kocht hij grote voorraden katoen op, maar in plaats van deze te laten verwerken in Stanley Mills speculeerde hij ermee en sloot de fabrieken in de periode 1862-1867 met grote nood voor de werkloos geworden arbeiders ten gevolg. Na de dood van Samuel Howard in 1872 nam Frank Stewart Sandeman in 1876 de leiding van de fabrieken over en kocht ze in 1880. Hij installeerde onder andere elektrische verlichting in zijn huis en verving de waterraderen door Gilkes turbines. Hij richtte een productielijn op om katoenen aandrijfriemen te maken die konden worden gebruikt bij door stoom aangedreven machines. Dit werd de belangrijkste productielijn van Stanley Mills.
Vanaf 1916 introduceerde Sandeman een band van twee centimeter breed, die gebruikt werd in de sigarettenproductie. Ook dit werd een succes en hielp Stanley Mills de depressie door die was veroorzaakt door de Eerste Wereldoorlog.
In 1921 ging Sandemans bedrijf op in het conglomeraat Jute Industries. In deze periode werkten er tussen de 300 en 400 mensen voor Stanley Mills. De Tweede Wereldoorlog bracht veel werk voor Stanley Mills, doordat ze vele katoenen producten aan het leger leverden. Na de oorlog was er een tekort aan werkkrachten en werkers werden aangetrokken uit Italië en Duitsland. In 1947 werd India onafhankelijk en hief belasting op vele importgoederen van katoen. Een grote exportmarkt ging hiermee voor Stanley Mills verloren. Tegelijkertijd werd er in allerlei industrieën overgestapt van machines op stoomaandrijving naar elektrische machines waardoor de vraag naar katoenen aandrijfriemen afnam.
In 1967 was de enige katoenweefproductielijn in de katoenweverij binnen Stanley Mills de productielijn die banden voor de sigarettenproductie weefde.
In 1979 kocht het management onder leiding van Bert Scott Stanley Mills. Ze richtten een nieuw bedrijf op genaamd Stanley Mills (Scotland). Door de zware concurrentie in de textielindustrie, werd Stanley Mills in 1989 gesloten.
Door gebrek aan onderhoud verbrandde in 1995 de noordelijke vleugel. In december van dat jaar kocht Historic Scotland het complex. Met geldelijke steun van het Heritage Lottery Fund en de Phoenix Trust werden 39 appartementen gerealiseerd in de East Mill en in een deel van de Mid Mill. De rest werd ingericht als museum. Het museum opende in 2008 zijn deuren.

## Bouw
Het complex Stanley Mills bestaat uit drie grote fabrieksgebouwen die zijn gesitueerd in een "U"-vorm op de noordelijke oever van de Tay. De linkerpoot van de "U", het westelijke gebouw, is de oudste katoenspinnerij, die bekendstaat als de Bell Mill (Klokkenmolen). De Bell Mill werd gebouwd in 1786-1787 en had oorspronkelijk vier verdiepingen. In de twintigste eeuw werd een van de vloeren verwijderd om een hogere verdieping te creëren.
Het onderste deel van de "U" wordt gevormd door de Mid Mill (Middelste Molen) uit 1823-1825, uitgebreid in 1830-1840. De rechterpoot van de "U" wordt gevormd door de East Mill (Oostmolen). De oorspronkelijke East Mill stamde uit de jaren negentig van de achttiende eeuw, maar brandde af in 1799. In 1802 werd de herstelde fabriek heropend.
In de hoek waar de Bell Mill en de Mid Mill elkaar raken bevinden zich de Wheel Pits uit 1823-1825 waar de waterraderen zich bevonden. In 1879 werd er de eerste turbine geïnstalleerd. Centraal voor de Mid Mill bevindt zich een grote schoorsteen uit 1825, die gebruikt werd door de gaswerken. Oorspronkelijk was de schoorsteen 36,5 meter hoog, nu nog slechts 26 meter.
Ten noorden van de Bell Mill bevindt zich de hoofdingang gekenmerkt door een rond poortgebouw uit 1823-1825. Ten oosten van de East Mill bevindt zich de East Range (oostvleugel) en ten noorden van de Mid Mill en East Mill ligt de North Range (noordvleugel). De oostvleugel bestaat uit opslagruimte, gebouwd tussen 1823 en 1840, en een blekerij. De noordvleugel huisvestte de kantoren en de weverij voor de banden voor de sigarettenproductie.
Nog oostelijker bevindt zich aan de oever van de Tay het turbinehuis uit 1921-1922. Om het complex heen loopt een kanaal dat het water aanvoert naar de fabrieken. Het kanaal werd ontworpen in 1785 door James Stobie. Ten zuidwesten van de Bell Mill bevindt zich de plaats waar in 1729 een door water aangedreven korenmolen stond.

## Beheer
Stanley Mills wordt beheerd door Historic Scotland. In de Bell Mill en Mid Mill is een museum ingericht.